# Пак Хьоккосе
Пак Хьоккосе (кор. 박혁거세, 朴赫居世, Bak Hyeokgeose, Pak Hyŏkkŏse; 69 до н. е. — 4 н. е.) — корейський правитель, засновник і перший володар держави Сілла періоду Трьох держав.

## Походження
Відповідно до Самгук Юса та Самгук Сагі у давнину в сучасному Кьонсані, що в Південній Кореї, розташовувались шість сіл: Янсан-чхон, Кохо-чхон, Чінджі-чхон, Тесу-чхон, Карі-чхон і Коя-чхон. 69 року до н. е. зібрались старійшини тих шести сіл, щоб обговорити створення нової держави й обрати монарха. В лісі, що називався Наджонг у Янсан-чхоні, з неба засяяло дивне світло, й на землю ступив білий кінь. Старійшина Кохо-чхона знайшов поряд із ним велике яйце. З нього вийшов хлопчик, його тіло випромінювало світло, а птахи та звірі танцювали.
Старійшини виховали хлопчика, а коли тому виповнилось 13 років — проголосили його своїм правителем. Ставши ваном, він одружився з Арьон, яка, відповідно до переказів, народилася з ребра дракона.

## Правління
Відповідно до свідчень Самгук Сагі, Хьоккосе та його дружина 41 року до н. е. подорожували своїми володіннями, допомагаючи людям покращити свої врожаї. Люди вихваляли їх як двох святих.
37 року до н. е. було засновано столицю держави, що мала назву Сораболь, Керім чи Кимсон, а 32 року до н. е. було зведено королівський палац.
28 року до н. е. до Сілли вторглись китайці, однак, побачивши, що місцеві жителі насолоджувались достатком і не замикали двері на ніч, назвали Сіллу моральною нацією та відступили.
20 року до н. е. правитель конфедерації Махан зажадав від Сілли сплати данини. Хьоккосе відрядив міністра Хогуна, втім маханський володар обурився тим, що до нього замість данини прибув чиновник, та спробував його вбити. Втім найближчі радники відмовили його це робити, й міністру дозволили повернутись до Сілли.

## Смерть
Пак Хьоккосе правив близько 60 років та заснував державу, що за сім століть, 668 року, вперше об'єднала Корейський півострів. Помер у 73-річному віці, після чого трон успадкував його старший син Намхе.